# Bitis cornuta
Bitis cornuta là một loài rắn trong họ Rắn lục. Loài này được Daudin mô tả khoa học đầu tiên năm 1803.